# Road manager
En la industria de la música, un road manager es una persona que trabaja con giras pequeñas o medianas (en términos de personal involucrado, según el tamaño de la producción). Las responsabilidades del trabajo incluyen (pero no se limitan a):
- adelantar las fechas de los espectáculos.
- hacer arreglos de viaje y hotel (para todos los miembros del grupo).
- contratar técnicos de backline o recomendar técnicos para ser contratados (dependiendo de la autoridad otorgada por la gerencia del artista).
- coordinar las obligaciones de los artistas con los medios (normalmente durante la gira, pero podría ser en cualquier momento).
- garantizar que se cumplan los requisitos de los artistas.
- cobrar los pagos adeudados al artista en el momento del espectáculo (o firmar el monto adeudado que se enviará por cable, según los arreglos realizados por la gerencia del artista).
- realizar pagos a proveedores (o enviar los montos adeudados a los proveedores a la gestión del artista).
- manejo de problemas de personal.
- distribución de viáticos (según el cronograma de viáticos, aprobado por la dirección del artista).

Los 'road managers' pueden confundirse con los gestores de giras. Sin embargo, en términos generales, los tour managers trabajan con tours de escala media-alta a grande y, a menudo, se les otorga un grado mucho mayor de autoridad en las operaciones turísticas.